# Xã Moscow, Michigan
Xã Moscow (tiếng Anh: Moscow Township) là một xã thuộc quận Hillsdale, tiểu bang Michigan, Hoa Kỳ. Năm 2010, dân số của xã này là 1.470 người.